# Kordestān-e ‘Olyā
Kordestān-e ‘Olyā (persiska: کردستان علیا, Kordestān) är en ort i Iran.   Den ligger i provinsen Khuzestan, i den centrala delen av landet, 600 km söder om huvudstaden Teheran. Kordestān-e ‘Olyā ligger 313 meter över havet och antalet invånare är 492.
Terrängen runt Kordestān-e ‘Olyā är platt åt sydväst, men åt nordost är den kuperad. Runt Kordestān-e ‘Olyā är det ganska tätbefolkat, med 62 invånare per kvadratkilometer. Närmaste större samhälle är Behbahān, 8,9 km söder om Kordestān-e ‘Olyā. Trakten runt Kordestān-e ‘Olyā består till största delen av jordbruksmark.